# アルヴィド・ポッセ
アルヴィド・ルドガー・フレデリクソン・ポッセ（スウェーデン語: Arvid Rutger Fredriksson Posse、1820年2月15日 - 1901年4月24日）は、スウェーデンの政治家、貴族。爵位は伯爵。ルンド大学卒業。1880年から1883年までスウェーデンの首相を務めた（第2代）。